# 1 Batalion Saperów (1940–1942)
1 Batalion Saperów (1 bsap) – oddział saperów Polskich Sił Zbrojnych.

## Historia batalionu
30 czerwca 1940 roku komendant Centrum Wyszkolenia Saperów, podpułkownik Ludwik Turulski na podstawie rozkazu szefa Sztabu Naczelnego Wodza z dnia 28 czerwca 1940 roku i polecenia szefa Saperów Sztabu Naczelnego Wodza zorganizował pod swoim dowództwem Batalion Saperów o składzie:
- dowództwo,
- sztab techniczny,
- kwatermistrzostwo,
- pluton dowodzenia,
- 1 kompania saperów a. 4 plutony,
- 2 kompania saperów a. 3 plutony.

Jednostka została utworzona w obozie biwakowym na polach wyścigów konnych Haydock Park Racecourse w miejscowości Haydock. W składzie 1 kompanii były cztery plutony saperów, a w 2 kompanii - trzy plutony. Każdy z siedmiu plutonów saperów liczył 52 żołnierzy, w tym: 3 oficerów, 12 podoficerów i 37 saperów. Pierwsza kompania saperów powstała z połączenia 1 i 2 kompanii 3 Batalionu Saperów oraz plutonu podoficerskiego kompanii szkolnej, z którego został utworzony IV pluton. Druga kompania saperów powstała z połączenia kompanii specjalnej kapitana Michała Proźwickiego i kompanii zapasowej kapitana Mazurka. Żołnierze byli uzbrojeni w broń francuską, z którą przybyli do Wielkiej Brytanii.
1 lipca 1940 roku podpułkownik Turulski wydał rozkaz dzienny nr 1. Tego dnia do batalionu zostało przydzielonych trzech żandarmów: plutonowy Karol Jarosiński, kapral Władysław Huk i kapral Zbigniew Bocian. 2 lipca batalion został przewieziony koleją do miejscowości Crawford, gdzie przystąpił do urządzenia obozu namiotowego. 20 lipca batalion został przewieziony koleją do miejscowości Johnstone w zachodniej Szkocji. 25 lipca batalion rozpoczął prace przy umocnieniu rejonu przemysłowego Paisley. 29 lipca podpułkownik Turulski został mianowany komendantem garnizonu Johnstone. 3 sierpnia batalion otrzymał adres pocztowy „G.P.O. Glasgow Polish Camp Nr.XV”. 6 sierpnia kompanie pracowały na lotnisku Abbotsinch. Tego dnia żołnierze otrzymali nowe angielskie umundurowanie. 15 sierpnia, w trakcie obchodów Święta Żołnierza, siedemdziesięciu ośmiu żołnierzy batalionu złożyło przysięgę. Następnego dnia baon został przewieziony pociągiem osobowym do miejscowości Lossiemouth. Dowództwo baonu zostało zakwaterowane w Hotelu Stottfield, 2 kompania na kwaterach stałych na rynku Lossiemouth, natomiast 2 kompania biwakowała pod namiotami w lesie koło miejscowości Eastev Oakenhead.
Dowódca Obozów i Oddziałów Wojska Polskiego w Szkocji, generał brygady doktor Marian Kukiel rozkazem dziennym nr 50 z dnia 14 sierpnia 1940 roku ustalił nazwę Baonu Saperów na „Batalion Saperów Korpusu”. 18 sierpnia 1940 roku podpułkownik Turulski, w związku z wyznaczeniem na stanowisko szefa Saperów w Sztabie Naczelnego Wodza, przekazał obowiązki dowódcy batalionu podpułkownikowi dyplomowanemu Władysławowi Weryho. 27 sierpnia 1940 roku do Lossiemouth przybył posterunek żandarmerii w składzie czterech żandarmów pod dowództwem wachmistrza Józefa Pawlaka. 28 sierpnia 1940 roku podpułkownik dyplomowany Weryho, w związku z przeniesieniem do Sztabu Naczelnego Wodza, przekazał obowiązki dowódcy batalionu majorowi Edwardowi Bałtusis.
4 września 1940 roku kapitan saperów Emil Tokar zastąpił kapitana Czesława Chojnackiego na stanowisku oficera placu w Lossiemouth. 8 września 1940 roku o godz. 23.30 dowódca brytyjskiej 154 Brygady Piechoty zarządził alarm i pogotowie bojowe na godzinę 04.00 następnego dnia. Zarządzenia zostały wykonane. Tego dnia 1. kompania liczyła 12 oficerów i 200 saperów, natomiast 2. kompania 9 oficerów i 175 saperów. Obie kompanie posiadały łącznie siedem francuskich ręcznych karabinów maszynowych i tylko 600 naboi do tej broni. Batalion nie posiadał taboru. W czasie pogotowia batalion został podporządkowany dowódcy 10 Batalionu Górali z Argyll i Sutherland (bryt. 10th Battalion The Argyll and Sutherland Highlanders). 9 września o godz. 14.30 pogotowie bojowe zostało odwołane. 14 września batalion otrzymał jeden samochód ciężarowy marki Commer o ładowności 1,5 t i dwa furgony tej samej marki o ładowności 0,75 t oraz trzy motocykle BSA. Rozkazem L.dz. 615/O.I.Org.40 z Naczelnego Wodza 13 września 1940 roku Dowództwo Obozów i Oddziałów Wojska Polskiego w Szkocji zostało przemianowane na Dowództwo Okręgu Wojskowego w Szkocji. 20 września Batalion Saperów Korpusu został przemianowany na 1 Batalion Saperów.
25 września dwunastu oficerów batalionu zostało przeniesionych do Centralnego Obozu Wyszkolenia w Crawford. W czasie pobytu w Lossiemouth żołnierze batalionu ustawili na plaży 165. drewnianych słupów zabetonowanych w beczkach i 391. betonowych bloków przeciwczołgowych oraz maskowali schrony i wkopali wokół miejscowości Elgin 6397. słupów drewnianych, będących elementem obrony przeciwdesantowej. 26 września batalion został przetransportowany koleją do miejscowości Leuchars, z której pomaszerował 3 kilometry na północny wschód do lasu Tentsmuir (obecnie Park Narodowy). Tego dnia baon liczył 523 żołnierzy, w tym 49 oficerów, 192 podoficerów i 282 saperów. Następnego dnia żołnierze rozpoczęli składać 88. domów, w których mieli kwaterować. Baon został podporządkowany dowódcy brytyjskiego batalionu, podpułkownikowi Richardsonowi. Zadaniem baonu było zwalczanie nieprzyjacielskich oddziałów desantowych w rejonie lasów Tentsmuir. 1 października rozpoczął się kurs kierowców samochodowych i motocyklowych. Następnego dnia do batalionu została przydzielona pod względem gospodarczym 1 Kompania Saperów 1 Brygady Strzelców majora Józefa Hempla, która przybyła do miejscowości Tayport. 8 października baon otrzymał sześć kolejnych motocykli BSA oraz trzy furgony marki Fordson. 9 października żołnierze otrzymali brytyjskie Mark 1.
Batalion, po sformowaniu, przeszedł na półwysep Fife na odcinek 1 Brygady i przystąpił do prac fortyfikacyjnych. Każda z kompanii liczyła 8 do 10 oficerów i około 120 szeregowych. Batalion kwaterował pod namiotami i dopiero w początkach listopada przeszedł na kwatery stałe: dowództwo i 1 kompania do Dundee, 2 kompania do Tayport. Na wiosnę 1941 r. 1 kompania została skierowana na odcinek obronny 24 Pułku Ułanów do rejonu Arbroth do wykonania umocnień. Po zakończeniu tych prac, kompania przeszła do obozu Buddon Camp dokąd również została skierowana i 2 kompania. Obóz Buddon Camp był położony 1,5 mili na północ od Monifieth, obok linii kolejowej łączącej Dundee z Arbroath. W obozie żołnierze byli zakwaterowani częściowo w barakach drewnianych, obitych papą lub blachą, a częściowo w barakach blaszanych typu Nissen hut.
Obie kompanie, niezależnie od dozoru i uzupełnienia umocnień, rozpoczęły okres szkolenia. W listopadzie 1941 r. 1 kompania została przemianowana na 11 kompanię saperów, a 2 kompania na 11 kompanię parkową saperów. Z Buddon Camp batalion został przesunięty do Guliane, a następnie do Dalkeith.

## Organizacja batalionu
- Dowództwo 1 Batalionu Saperów
- 1 Kompania Saperów (przemianowana w XI. 1941 na 11 kompanie saperów)
- 2 Kompania Saperów (przemianowana w XI. 1941 na 11 kompanie parkową saperów)

## Obsada 1 batalionu saperów
Dowódcy batalionu:
- ppłk Ludwik Turulski (30 VI 1940 - 18 VIII 1940)
- ppłk dypl. Władysław Weryho (19 - 28 VIII 1940)
- mjr Edward Bałtusis (od 29 VIII 1940)

Zastępcy dowódcy batalionu:
- mjr Edward Bałtusis (30 VI - 29 VIII 1940)
- mjr Jan Nepomucen Gustowski (od 26 X 1940)

Kapelani batalionu:
- dziekan ks. Marian Godlewski (od 8 VII 1940)
- kapelan rez. ks. Wiktor Hupa (16 IX - 3 XI 1940 → Dywizjon Artylerii Ciężkiej Korpusu)
- kapelan ks. mgr Franciszek Lorenc (od 3 XI 1940)

Sztab
- I adiutant - por. rez. Zygmunt Nowara
- II adiutant - por. Teodor Cetys
- oficer tłumacz - ppor. Koziełł-Poklewski Witold
- szef kancelarii - chor. Kullberda Stanisław
- maszynista - plut. Bunio Antoni
- kreślarz - kpr. pdchr. Rzeczycki Mieczysław
- kreślarz - sap. z cenzusem Meyer Wojciech
- dowódca patrolu sanitarnego - kpr. Hasy Jerzy
- sanitariusz - sap. z cenzusem Herszenhorn Borys
- goniec - sap. Adamski Bronisław, sap. Czepiel Józef
- pocztowy oficerów - sap. Gadyk Jan,
- pocztowy oficerów - sap. Dulowski Stanisław,
- pocztowy oficerów - sap. Gwóźdź Alojzy,
- Pocztowy oficerów - sap. Górski Józef
- kierowca samochodu - kpr. Cisłowski Tadeusz,
- kierowca samochodu - sap. Zaniewski Zygmunt,
- kierowca samochodu - sap. Opala Władysław,
- kierowca samochodu - kpr. Muszka Czesław,
- kierowca samochodu - kpr. Jaroszek Józef

Kwatermistrzostwo
- kwatermistrz - mjr Mieczysław Szymanowski II (do 25 IX 1940 → Centralny Obóz Wyszkolenia w Crawford)
- kwatermistrz - kpt. Adam Kasperski (cz.p.o. 25 IX - 8 X 1940)
- kwatermistrz - kpt. Stanisław Doroszewski (od 8 X 1940)
- oficer administracji materiałowej - kpt. Adam Kasperski (do 19 X 1940)
- oficer administracji materiałowej - por. Marcin Eugeniusz Sulikowski (od 19 X 1940)
- oficer żywnościowy - kpt. Czesław Chojnacki
- oficer płatnik - ppor. inż. Józef Budziakowski (do 23 X 1941)
- oficer płatnik - kpt. int. Witold Maciejowski (od 23 X 1941)
- oficer tłumacz – ppor. Stanisław Stępniewski
- kpt. inż. Edmund Wajdowicz
- maszynista - kpr. Andrzej Dubis
- podoficer kwaterunkowy - chor. Pierscianowski Julian
- podoficer rusznikarz – starszy majster wojskowy Świt Kazimierz
- podoficer żywnościowy - asp. pdchor. Gliksman Józef
- podoficer żywnościowy - kpr. Szymborski Kazimierz
- podoficer rachunkowy - kpr. Staszewski Antoni
- podoficer ewidencji personalnej - st. sierż. Kotus Antoni
- sierżant szef plutonu dowodzenia - st. sierż. Spychała Józef
- pisarz - kpr. Jaworski Stanisław
- trębacz - st. sap. Gadomski Józef
- pocztowy oficerów - sap. Wawrzynek Józef
- pocztowy oficerów - sap. Miastkowski Piotr
- Pocztowy oficerów - sap. Strumiło Antoni
- Pocztowy oficerów - sap. Kliś Andrzej

Sztab Techniczny
- szef sztabu technicznego - mjr Stanisław Śliwiński
- zastępca szefa sztabu technicznego - kpt. Antoni Witkowski
- Oficer terenoznawstwa - mjr. Gawkowski Stanisław
- Oficer materiałowy - kpt. Zielonka Józef
- lekarz batalionu – por. lek. dr Stefan Kreicarek (do 26 IX 1941 → staż w Szpitalu Wojennym Nr 1)
- Podoficer kreślarz - plut. Plich Aleksander
- Podoficer kreślarz - kpr. Ryrak Izydor

1 Kompania Saperów
- dowódca kompanii - kpt. inż. Edmund Wajdowicz (do 23 X 1940 → Dowódca Saperów 1 Brygady Strzelców, oficer Grupy Fortyfikacyjnej)
- dowódca kompanii - kpt. Władysław Pogorzelski (od 23 X 1940)
- dowódca kompanii - kpt. inż. Wiktor Neklaws
- oficer techniczny i zastępca dowódcy - kpt. Sarosiek Edward
- Tłumacz - asp. pdchor.Centnerszwer Jakób
- Lekarz kompanii - plut. podchor. Łąski Stefan
- Dowódca 1 plutonu - por.Kozłowski Edward
- oficer - por. Kozieradzki Marian
- oficer - ppor. Komandor Alfons
- Dowódca 2 plutonu - por. Grodzki Stanisław
- oficer - por. Frączek Władysław
- oficer - ppor Jurewicz Eugeniusz
- Dowódca 3 plutonu - por. Honcel Piotr
- oficer - por. Hickiewicz Tadeusz
- oficer - ppor. Szymkiewicz Wiktor
- Dowódca 4 plutonu - por. Gajewski Seweryn
- oficer - por. Kajkowski Aleksander
- oficer - ppor. Sala Tadeusz

2 Kompania Saperów
- dowódca kompanii - kpt. sap. Michał Proźwicki (do 25 IX 1940 → 3 BKS[4])
- dowódca kompanii - kpt. dypl. Ryszard Małaszkiewicz (25 IX 1940[4] - 22 IX 1941 → 7 BKS[5])
- oficer techniczny i zastępca dowódcy - kpt. Maksymilian Kruczała
- Lekarz kompanii - sierż. podchor. Kraszewski Tadeusz
- Dowódca 1 plutonu - por. Witkowski Michał
- oficer - ppor. Karwiński Zbigniew
- oficer - ppor. Nadolski Leon
- Dowódca 2 plutonu - ppor. Bożałek Stanisław
- oficer - ppor. Szwed Stefan
- oficer - ppor. Andrzejewski Edmund
- Dowódca 3 plutonu - ppor. Jezierski Stanisław
- oficer - ppor. Kotorowicz Stanisław
- oficer - ppor. Juszkiewicz Zygmunt

Pluton dowodzenia
- dowódca plutonu - por. rez. Zygmunt Nowara (od 2 VII 1940)
- plut. zaw. żandarmerii Jarosiński Karol
- kpr. zaw. żandarmerii Huk Władysław
- kpr. zaw. żandarmerii Bocian Zbigniew

## Oznaki saperów
Żołnierze 1 Batalionu Saperów nosili na obu rękawach kurtek Battle Dress i płaszczy odznakę przynależności państwowej w formie naszywki „POLAND”, a na kołnierzach czarne patki z czerwonymi wypustkami.